# Werner Engel
Pour les articles homonymes, voir Werner Engel (peintre) et Engel.
Werner Engel, décédé le 30 avril 1958 peu après son dernier rallye aux Pays-Bas, était un ancien pilote de rallye allemand.

## Biographie
Engel débuta la compétition automobile durant les années 1930, au volant d'une BMW 328.
Le conflit mondial terminé, il reprit le volant dans un premier temps pour Porsche.
Puis Juan Manuel Fangio devint le parrain de son fils Matthias, car, amis, tous deux conduisirent alors durant la même période pour le constructeur allemand Mercedes-Benz.
Son épouse était employée avec une amie par Mercedes pour suivre Werner Engel dans un véhicule d'assistance 220S (bleu), lors de ses compétitions. Sa fille Barbara est une styliste de mode allemande connue.

## Palmarès
- Champion d'Europe des rallyes, en 1955 sur Mercedes-Benz 300 SL.

## Victoires
- 1955 : Rallye Adriatique
- 1957 : Rallye des Tulipes (vainqueur de classe)[1]

## Distinction
- 1956: Couronne d'argent de la victoire, plus haute distinction sportive allemande alors, remise lors d'une cérémonie par Richard von Frankenberg en personne (le PDG du groupe automobile Mercedes-Benz).